# Krasnohirka, Holovanivsk
Krasnohirka (în ucraineană Красногірка) este localitatea de reședință a comunei Krasnohirka din raionul Holovanivsk, regiunea Kirovohrad, Ucraina.

## Demografie
Componența lingvistică a localității Krasnohirka
     Ucraineană (96,8%)
     Rusă (1,07%)
     Română (1,07%)
Conform recensământului din 2001, majoritatea populației localității Krasnohirka era vorbitoare de ucraineană (96,8%), existând în minoritate și vorbitori de rusă (1,07%) și română (1,07%).